# William A. de Vigier
William Alphonse «Bill» de Vigier von Steinbrugg (* 22. Januar 1912 in Solothurn; † 10. Dezember 2003 in Bern) war ein Schweizer Unternehmer.

## Leben
Nach seiner Jugend in seiner Heimatstadt machte er eine kaufmännische Lehre bei Von Roll in Klus und arbeitete dann bei Scintilla in Zuchwil. Nach Willen seines Vaters, der aus einer ehemaligen Solothurner Patrizierfamilie stammte, sollte er gemäss der Familientradition Rechtsanwalt werden. Dazu hatte der Sohn aber keine Lust; er wollte ins Ausland. Und davon hielt ihn auch die Drohung seines Vaters nicht ab, der ihm in diesem Fall jede finanzielle Unterstützung streichen wollte. William A. de Vigier ging mit einem Kapital von 1000 Franken nach London: Er hatte die Idee, flexible Teile für Baugerüste herzustellen.
Mit der finanziellen Hilfe eines englischen Anwalts gründete er seine erste Firma, die Acrow Engineers Ltd, ein kleines Unternehmen mit drei Mitarbeitern und einer Werkstatt unter einer Eisenbahnbrücke. Hier entwickelte er sein erstes Produkt «Acrow Prop», ein Baugerüst aus Metall, das sich viele Jahre hervorragend verkaufte.
Aus der kleinen Firma wurde eine an der Börse notierte Aktiengesellschaft. Sie expandierte in die USA, dann nach Argentinien, Peru, ins heutige Simbabwe, in den Irak, nach Südafrika, Kanada, Ägypten, Spanien, Indien, Neuseeland und in andere Länder. Auf dem Höhepunkt seines unternehmerischen Handelns leitete de Vigier ein weltweit tätiges Unternehmen mit über 10'000 Beschäftigten und sass in 36 Verwaltungsräten, wie beispielsweise im Verwaltungsrat der British Airways.
2003 starb William A. de Vigier im Alter von 91 Jahren. Nach dem Willen ihres Gründers fördert die W.A. de Vigier Stiftung seit 1987 Unternehmensgründer in der Schweiz.

## Ehrungen
- 1978: Ernennung zum Commander des Order of the British Empire
- Ritter des schwedischen Nordstern-Ordens
- Grand Commander of Star of Africa in Liberia
- 2001: Solothurner Unternehmerpreis («für sein unternehmerisches Lebenswerk und als Anerkennung für den Willen, die Früchte seines unternehmerischen Erfolgs mit jungen, ideenreichen Menschen zu teilen»)